# Oreste Giorgi

Kardinalswappen

Oreste Kardinal Giorgi (* 19. Mai 1856 in Valmontone, Provinz Rom, Italien; † 30. Dezember 1924 in Rom) war ein Kurienkardinal der römisch-katholischen Kirche.

## Leben
Oreste Giorgi erhielt seine philosophische und theologische Ausbildung im Päpstlichen Römischen Priesterseminar. Er empfing am 21. Dezember 1878 das Sakrament der Priesterweihe und arbeitete anschließend in Rom als Dozent in der Priesterausbildung. Ab 1889 nahm er Aufgaben in verschiedenen Abteilungen der Kurie wahr. 1903 wurde er Kanoniker der Lateranbasilika, Päpstlicher Hausprälat und Apostolischer Protonotar. 1907 ernannte ihn Papst Pius X. zum Untersekretär der Konsistorialkongregation, 1908 zum Sekretär der Ratskongregation. Papst Benedikt XV. nahm Oreste Giorgi am 4. Dezember 1916 als Kardinaldiakon mit der Titeldiakonie Santa Maria in Cosmedin in das Kardinalskollegium auf.
Oreste Kardinal Giorgi nahm am Konklave des Jahres 1922 teil. 1923 wurde er unter Beibehaltung seiner Titelkirche zum Kardinalpriester erhoben. Am 26. April 1924 ernannte ihn Papst Pius XI. zum Titularerzbischof von Ancyra und spendete ihm am Tag darauf die Bischofsweihe. Mitkonsekratoren waren Erzbischof Carlo Cremonesi, Almosenier Seiner Heiligkeit, und Erzbischof Agostino Zampini OSA, Sakristan Seiner Heiligkeit. Im gleichen Jahr weihte Oreste Kardinal Giorgi als päpstlicher Legat zwei Kirchen im Heiligen Land.
Er starb im am 30. Dezember 1924 in Rom und wurde in seinem Heimatort Valmontone bestattet.